# Mýrdalsjökull
Mýrdalsjökull (dansk Den sumpede dals gletsjer) er den fjerde største gletsjer på Island og ligger i nærheden af bygden Vík í Mýrdal ca. 180 km fra Reykjavík på Islands sydlige kyst. Dens udløber i vest er den vulkanske Eyjafjallajökull. Mýrdalsjökulls areal er 595 km² og højeste punkt er 1.493 meter over havet. 
Mýrdalsjökulls iskappe hviler på et højtliggende basaltplateau, det vulkanske Katla-massiv, der rejser sig over den lavtliggende kystslette mod syd. Mange gletsjere, de såkaldte udløbsgletschere, glider ned fra iskappen. Den største, Kötlujökull, flyder langt ud i lavlandet mod sydøst som en stor hovformet forlandsgletscher. Iskappens nordside udmunder derimod på en højslette og er et eksempel på en såkaldt fladlandsgletscher
Gemt under Mýrdalsjökulls brede skjold ligger Vulkanen Katla som har en kraterdiameter på ca. 10 kilometer og Calderaens dybde udgør ca. 500 til 700 m. 
Når den er i udbrud smelter store mængder is, og vand og lava strømmer ukontrolleret ned mod havet og truer særlig bygden Vík, som kun ligger ca. 7 km fra Myrdalsjökulls sydligste rand. 
Vulkanen er ikke bare aktiv, men den er også på overtid når det gælder udbrud. De lokale indbyggerne frygter at et udbrud kan udløse en vandmængde fra gletsjeren, som kan være stor nok til at udslette hele landsbyen. Kirken i Vík, som ligger på et højdedrag, er den eneste bygning hvor de kan være i sikkerhed, hvis der kommer et udbrud.
Vulkanens sidste udbrud fandt sted 1918 og resulterede i et stort jøkelløb. Man formoder imidlertid også, at der også har været udbrud 1955 og 2000 under gletsjerkappen.
Neden for gletsjeren ligger den 700 km² store slette Mýrdalssandurer som fik sin nuværende form efter vulkanen Elgjás udbrud i 900-tallet. 
Mellem gletsjeren og de to andre gletsjere Tindfjallajökull og Eyjafjallajökull ligger dalen Goðaland.
Den 20. marts 2010 skete der et vulkanudbrud mellem gletsjerne Eyjafjallajökull og Mýrdalsjökull. Udbruddet gav anledning til evakuering af omkring 500 mennesker i to nærliggende landsbyer samt til aflysning af en lang række internationale flyruter til Keflavík International Airport som følge af voldsom røgudvikling fra udbruddet. Udbruddet er ikke under isen på toppen af Eyjafjallajokull, men lidt længere mod øst i den 1 km lange kløft Fimmvörðuháls, som ligger ved vandrestien mellem Þórsmörk og Skógar.